# Línea de pobreza

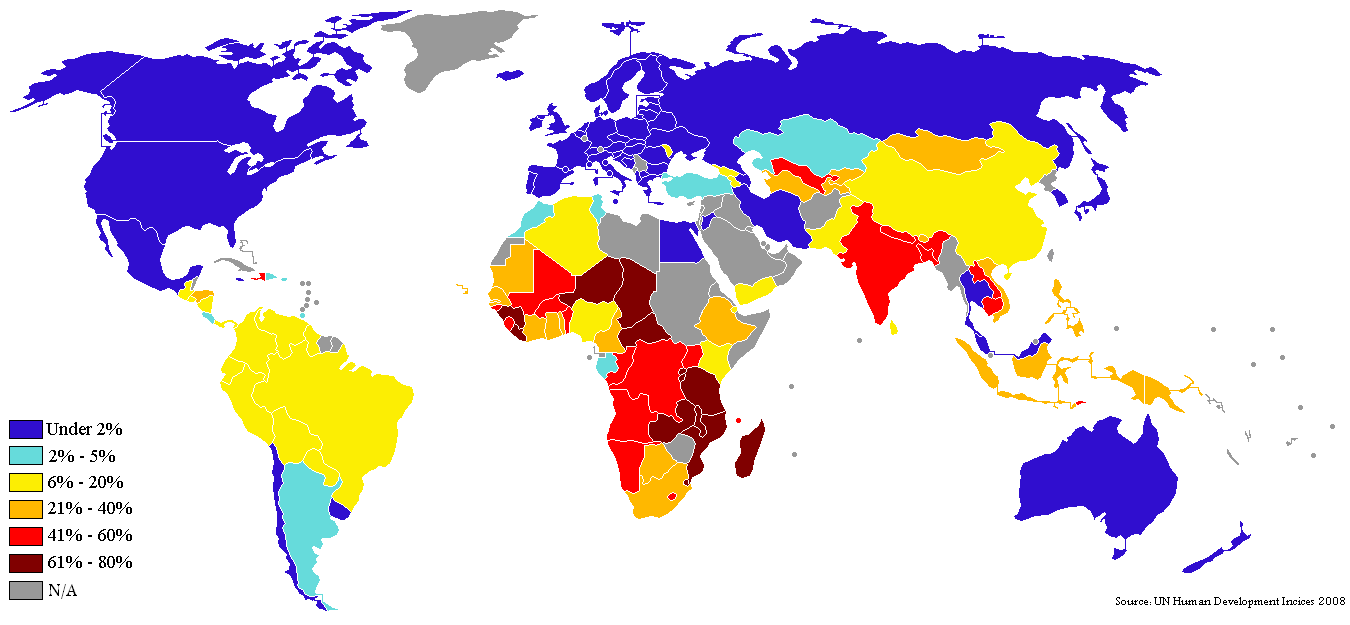
Mapa de la pobreza extrema por país, basado en el Informe sobre Desarrollo Humano de la ONU de 2007/2008. Muestra el porcentaje de la población de cada país que vive con menos de 1 dólar estadounidense diario, aunque faltan datos de varios países.

La línea de pobreza o el umbral de pobreza es el nivel de ingreso mínimo y también máximo que puede llevar ese país según sus costumbres, tradiciones y creencias necesario para adquirir un adecuado nivel de vida en un país dado. En la práctica, como con la definición de pobreza, la línea oficial de pobreza y lo que se entiende por pobreza tiene niveles más altos en los países más desarrollados.
Casi todas las sociedades tienen ciudadanos que viven en la pobreza. El umbral de pobreza es una herramienta muy útil con la cual se puede medir a una población y considerar reformas socioeconómicas necesarias para reducir la pobreza. 
Para determinar la línea de pobreza se calcula el costo total de todos los recursos esenciales que un ser humano adulto promedio consume en un año. Este método se dice basado en las necesidades porque se evalúa a través del gasto mínimo necesario para mantener una vida tolerable. En muchos países, el recurso más costoso es el precio del arriendo que se debe pagar para habitar una vivienda. Los economistas le dan una importancia particular al mercado inmobiliario porque los altos precios de los inmuebles tienen una influencia fuerte en el umbral de pobreza y en diferentes países. El umbral de pobreza también se ajusta periódicamente para ajustarlo a la inflación.

## Definición del umbral de pobreza
El umbral de pobreza en cada país se puede definir de varias maneras:
- Basado en la seguridad social. Si el gobierno garantiza un cierto ingreso mínimo para todos los individuos empleados o desempleados entonces se presume que ese es el umbral de pobreza. Esta definición es problemática porque un gobierno puede reducir la garantía de ingreso, reduciendo así la incidencia teórica de pobreza cuando en realidad la pobreza ha aumentado.
- Una línea de ingreso relativa a una fracción de un ingreso típico. Esta medida excluye de los cálculos a los individuos más ricos. Por ejemplo, la OECD y la Unión Europea usan el 60 % de la mediana nacional de los ingresos por unidad de consumo.[2] Los ingresos por unidad de consumo se obtienen dividiendo los ingresos totales del hogar entre el número de unidades de consumo. Cuando se usa el 60 % de la mediana se llama "riesgo de pobreza", para distinguirla del habitual uso del 50 %.

Una cifra relativa en el tiempo y ajustada a la inflación, evitando así la posibilidad de aumento de la inequidad o desigualdad, de otra manera la pobreza también aumentaría.
- El Banco Mundial usa la medida de ingreso de 1,90 dólares estadounidenses desde 2021, pero a partir del otoño boreal de 2022, la línea mundial pasará a ser de USD 2,15.[3]

## Necesidades básicas
Algunas medidas combinan aspectos de medición absolutos y relativos. Por ejemplo, según el Instituto Fresar,[cita requerida] que calcula las medidas de pobreza en Canadá:
El método de necesidades básicas es parcialmente absoluto (la lista de necesidades se limita a ítems requeridos para el bienestar físico a largo plazo) y parcialmente relativo, reflejando los estándares que se aplican en la sociedad del individuo en el momento presente.

### Pobreza multidimensional
El concepto de pobreza multidimensional abarca dimensiones, componentes e indicadores tales como vulnerabilidad, falta de acceso al conocimiento, al trabajo (oportunidad para que la persona utilice su capacidad productiva), escasez de recursos, desarrollo infantil, entre otros.